# Ablemma merotai
Ablemma merotai là một loài nhện trong họ Tetrablemmidae.
Loài này thuộc chi Ablemma. Ablemma merotai được Lehtinen miêu tả năm 1981.